# 掌葉南瓜
掌葉南瓜（学名：Cucurbita palmata）为葫芦科南瓜属的物種之一，原生于北美洲西南部。

## 分布
本種原生於北美洲西南部乾燥及半乾燥地区，从美國西南部到墨西哥西北部，包括美國的亚利桑那州、加利福尼亚州、内华达州和犹他州，以及墨西哥的下加利福尼亞州、南下加利福尼亞州和索諾拉州均有分佈。生存於海拔10到1,340米之间的乾燥平原地區。
本种耐热、耐旱，適應沙質、礫質及沖積土質土地，其棲息地包括旱生阔叶林、熔岩平原、岩质湖畔、河床、草原、灌叢草原、盐碱地、沙漠，甚至溢洪道、路边、荒芜地也可见。

## 形态
本种为蔓生的藤本，茎及叶粗糙、被有硬毛。叶子掌状、为5个三角裂片，墨绿色、脉络略明显。
花黄色、坚硬、卷曲，宽6至8厘米。结出的南瓜果实为光滑的球形或扁球形，宽8至10厘米。
果皮可以呈亮黄色至深绿色，并且可能具有白色条纹。果实难以下咽，不能食用。
- 掌状叶
- 蔓生的植株
- 叶与发育中的果实
- 成熟果实与茎叶
- 成熟果实与枯萎的茎叶
- 成熟果实
- 果实与干枯后留下的瓢
- 果实与种子标本

## 分类
本种与心形南瓜（C. cordata）、圆筒南瓜（C. cylindrata）、指叶南瓜（C. digitata）近缘，同样分布於美国西南部及墨西哥西北部，彼此之间易容产生杂交种，其中指叶南瓜与本种同域。这几个物种幼体的叶子非常相似，但可从其成体的叶及根系结构将其辨别出来。
本种其他近亲包括了被广泛人工栽植的美洲南瓜（C. pepo）、灰籽南瓜（C. argyrosperma）、笋瓜（C. maxima）、中国南瓜（C. moschata）、鱼翅瓜（C. ficifolia）等等。